# جورج غرين (لاعب دوري الرغبي)
جورج غرين (بالإنجليزية: George Green)‏ هو لاعب دوري الرغبي أسترالي، (ولد في جرافتون في أستراليا 1883 – 1938 م).